# Augustin-Luc Demoussy
Augustin-Luc Demoussy, né le 5 octobre 1809 à Paris où il est mort le 19 janvier 1880, est un peintre français.

## Biographie
Augustin-Luc Demoussy est le fils de François Demoussy, confiseur, et d'Adélaide Julie Buisson.
Élève d'Alexandre-Denis Abel de Pujol et de Louis Hersent, il expose au Salon à partir de 1833. Il y obtient une médaille de 3e classe (portrait) en 1837.
En 1838, il épouse Azelle Landon.
Il meurt à son domicile de la rue de Vaugirard à l'âge de 70 ans. Il est inhumé au cimetière du Montparnasse.